# جیمز جی. ویلسون
جیمز جی. ویلسون (به انگلیسی: James Jefferson Wilson) سناتور سابق عضو حزب دموکرات-جمهوری‌خواه بود. وی در سال ۱۸۱۵ تا ۱۸۲۱ میلادی سناتور ایالت نیوجرسی در سنای ایالات متحده آمریکا بود.